# Gwinea Równikowa na Mistrzostwach Świata w Lekkoatletyce 2009
Gwinea Równikowa na Mistrzostwach Świata w Lekkoatletyce 2009 – reprezentacja Gwinei Równikowej podczas czempionatu w Berlinie liczyła 2 zawodników. Żaden z przedstawicieli tego państwa nie zdołał awansować do finału. 

## Występy reprezentantów Gwinei Równikowej

### Mężczyźni
- Bieg na 1500 m
  - Benjamin Enzema z wynikiem 4:13,17 (rekord życiowy) zajął 52. miejsce w eliminacjach i nie awansował do półfinału.

### Kobiety
- Bieg na 100 m
  - Beatriz Mangue z czasem 14,03 zajęła 58. miejsce w eliminacjach i nie awansowała do ćwierćfinału.